# Колесник Борис Панасович
Борис Панасович Коле́сник (нар. 16 травня 1927, Вільшани — пом. 20 серпня 1992, Харків) — український живописець і педагог; член Харківської організації Спілки радянських художників України з 1965 року. Заслужений художник УРСР.

## Біографія
Народився 16 травня 1927 року в селі Вільшанах (нині селище міського типу Дергачівського району Харківської області, Україна). Упродовж 1943—1949 років навчався у Харківському художньому училищі, у 1949—1955 роках — у Харківському художньому інституті. Його викладачами були зокрема Олексій Кокель, Петро Котов, Леонід Чернов.
Після здобуття фахової освіти працював у Харківському художньому інституті. Член КПРС з 1957 року. З 1963 року — у Харківському художньо-промисловому інституті, доцент з 1974 року, завідувач кафедрою живопису з 1991 року.
Жив у Харкові, в будинку на вулиці Цеховській, № 23, квартира № 1. Помер у Харкові 20 серпня 1992 року.

## Творчість
Працював у галузі станкового живопису. Створював портрети, пейзажі, натюрморти, жанрові картини на теми побуту українського народу. Серед робіт:
- «Романтик (В. Сурков)» (1954);
- «Вечір у бригаді» (1954);
- «П. Вовк — тракторист» (1954);
- «Сонячний ранок» (1954);
- «Перша весна» (1955);
- «Вечір» (1957);
- «Достаток» (1960);
- «Яблука» (1960);
- «Фрукти» (1960);
- «Шлюз Кременчуцької ГЕС» (1960);
- «Літо» (1961);
- «Портрет двічі Героя Соціалістичної Праці Марії Савченко» (1961);
- «Катерина» (1963);
- «Лист від солдатів» (1965);
- «Натюрморт із рибою та фруктами» (1967);
- «Весна» (1968).
- «Наталка» (1969);
- «Трійка» (1970);
- «Доярка Марія Савченко з ученицею» (1974);
- «Бузок» (1979, картон, олія);
- «Рожевий ранок» (1979, картон, олія).

Брав участь у республіканських виставках з 1951 року, всесоюзних — з 1961 року. Персональні виставки відбулися у Харкові у 1967, 1979, 1984 роках, Полтаві у 1982 році, Мерефі у 1984 році, Києві у 2012 році.
Деякі картини художника зберігаються в Національному музеї «Київська картинна галерея», Харківському художньому музеї.